# Friedrich Preisigke
Friedrich Preisigke (* 14. Februar 1856 in Dessau; † 8. Februar 1924 in Heidelberg) war ein deutscher Postbeamter und Papyrologe.

## Leben und Wirken
Friedrich Preisigke stammte, was für einen Angehörigen des akademisch gebildeten Bürgertums und hohen Beamten damals außerordentlich ungewöhnlich war, aus sehr kleinen Verhältnissen. Sein Vater war der Eisenbahnpostschaffner ohne Schulabschluss Wilhelm Preisigke, die Mutter dessen Ehefrau, die ehemalige Dienstmagd Sophie Preisigke, geb. Voigt, die immerhin über einen Volksschulabschluss verfügte. Die gleichwohl für die Bedeutung von Bildung aufgeschlossenen protestantischen Eltern erkannten aber die Begabung ihres Kindes und taten alles, wenigstens ihrem Sohn zu der höheren Bildung zu verhelfen, die ihnen selbst verwehrt geblieben war. So kam er zunächst auf das Herzogliche Gymnasium Francisceum in Zerbst, das er trotz erheblicher anfänglicher Schwierigkeiten bis zur Obersekunda, der heutigen Jahrgangsstufe 11, besuchte. Nach Fortsetzung seines schulischen Werdegangs am Domgymnasium in Magdeburg, wohin die Familie übergesiedelt war, legte er dort schließlich erfolgreich das Abitur ab und begann, da an ein Universitätsstudium aus finanziellen Gründen nicht zu denken war, eine Laufbahn im Höheren Postdienst, die ihn schließlich 1914 bis zum Rang eines Geheimen Postrats führte. Preisigke war ab 1877 in der Post- und Telegraphenverwaltung tätig. Nebenher betrieb er Privatstudien im Bereich der Klassischen Altertumswissenschaften. 1893 wurde er Verwalter des kaiserlichen Stadtfernsprechamtes 6 in Berlin und 1896 ebendort zum Telegraphen-Direktor ernannt. Nach seiner Versetzung von Hamburg nach Berlin hatte er 1893 als Gasthörer an der Berliner Universität, vor allem bei dem Rechtshistoriker und Papyrologen Paul M. Meyer, ein Studium der Altertumswissenschaften aufgenommen, das er neben seiner Amtstätigkeit vorantrieb und 1903 an der Universität Halle abschloss, wo er von dem Althistoriker Ulrich Wilcken, dem Begründer der Papyrologie als wissenschaftlicher Disziplin in Deutschland, mit der Arbeit Städtisches Beamtenwesen im römischen Ägypten zum Dr. phil. promoviert wurde. Von 1904 bis 1915 wirkte er als Telegraphendirektor in dem seit 1871 zum Deutschen Reich gehörenden Straßburg, wohin er sich wegen der räumlichen Nähe des dortigen Telegraphenamtes zur Papyrussammlung hatte versetzen lassen, und arbeitete in seinen Mußestunden an den Papyri der dortigen Sammlung. 1908 unternahm Preisigke eine von der Kaiser-Wilhelm-Stiftung und der Cunitz-Stiftung geförderte Studienreise nach Ägypten. 1910 erhielt er ein Ehrendoktorat der Universität Universität Heidelberg. Am 18. September 1913 wurde er zum ordentlichen Honorarprofessor für Papyruswissenschaft an der Universität Straßburg ernannt. 1915 trat er, um sich ganz der Wissenschaft widmen zu können, aber auch mit Rücksicht auf seine anfällige Gesundheit als Postbeamter vorzeitig in den Ruhestand und wechselte auf Betreiben des Rechtshistorikers Otto Gradenwitz an die Juristische Fakultät der Universität Heidelberg, wo er am 7. April 1915 wiederum zum ordentlichen Honorarprofessor ernannt wurde, einen besoldeten Lehrauftrag erhielt und zum Leiter des noch wenige Wochen vor Kriegsende, am 1. Oktober 1918, gegründeten Papyrusinstituts der Universität Heidelberg bestellt wurde.
Auf Initiative und mit finanzieller Unterstützung von Gradenwitz, der in ihm die aufgrund ihrer organisatorischen Erfahrung geeignete Persönlichkeit erkannt hatte, begründete Preisigke dort mehrere grundlegende Hilfsmittel für die Papyrologie. Diese waren für die Organisation der disparaten Quellengrundlage des damals neuen Faches, zu dessen Pionieren er zählt, unentbehrlich und werden bis heute benutzt und mit Unterstützung des Leids Papyrologisch Instituut am Institut für Papyrologie der Universität Heidelberg fortgesetzt: das Sammelbuch griechischer Urkunden aus Ägypten, die Berichtigungsliste der griechischen Papyrusurkunden aus Ägypten, die neue Lesungen oder Interpretationen verzeichnet, das Wörterbuch der griechischen Papyrusurkunden aus Ägypten (fortgesetzt von Emil Kießling), das Fachwörterbuch (abgeschlossen) und das Namenbuch (abgeschlossen). Daneben legte er mehrere Editionen von Papyri und Ostraka vor und verfasste Arbeiten über verschiedene Aspekte des Alltagslebens, der religiösen Verhältnisse, der Verwaltung und Wirtschaft im griechisch-römischen Ägypten.
Er wurde 1910 juristischer Ehrendoktor der Universität Heidelberg und war ab 1915 ordentliches Mitglied der Heidelberger Akademie der Wissenschaften.
Preisigke heiratete am 8. Januar 1884 Klara Naumann aus Gröbzig, heute einem Stadtteil der Stadt Südliches Anhalt in Sachsen-Anhalt, einer der frühen Stationen seiner Beamtenlaufbahn. Aus der Ehe gingen der Sohn Max und die Tochter Grete hervor. Letztere unterstützte ihren Vater bei den Verzettelungsarbeiten für die Grundlagenwerke.

## Schriften
das Gesamtverzeichnis der Schriften in Paul Viereck: Friedrich Preisigke. In: Bursians Jahrbücher Band 233, 1931, S. 78–102, hier S. 100–102. Zu den Bänden der Grundlagenwerke und deren Fortsetzungen siehe unten Anmerkungen 2–6.
- Städtisches Beamtenwesen im römischen Ägypten. Dissertation. M. Niemeyer, Halle 1903.
- Griechische Papyrus der Universitäts-und Landesbibliothek zu Straßburg im Elsaß, Band 1, Heft 1–2. Schlesier und Schweikhardt, Straßburg 1906–1907.
- Griechische Papyrus der Universitäts-und Landesbibliothek zu Straßburg im Elsaß, Band 1, Heft 3. J. C. Hinrichs’sche Buchhandlung, Leipzig 1912.
- Griechische Papyrus der Universitäts-und Landesbibliothek zu Straßburg im Elsaß, Band 2. J. C. Hinrichs’sche Buchhandlung, Leipzig 1920.
- Girowesen im griechischen Ägypten enthaltend Korngiro, Geldgiro, Girobanknotariat mit Einschluß des Archivwesens. Ein Beitrag zur Geschichte des Verwaltungsdienstes im Altertume. Schlesier und Schweikhardt, Straßburg 1910.
- Griechische Urkunden des Ägyptischen Museums zu Kairo (=Schriften der Wissenschaftlichen Gesellschaft in Straßburg Band 8). Karl J. Trübner, Straßburg 1911.
- mit Otto Gradenwitz und Wilhelm Spiegelberg: Ein Erbstreit aus dem ptolemäischen Ägypten. Griechische und demotische Papyri der Wissenschaftlichen Gesellschaft zu Straßburg im Elsaß (=Schriften der Wissenschaftlichen Gesellschaft in Straßburg 13). Karl J. Trübner, Straßburg 1912.
- mit Wilhelm Spiegelberg: Die Prinz-Joachim-Ostraka. Griechische und demotische Beisetzungsurkunden für Ibis- und Falkenmumien aus Ombos (=Schriften der Wissenschaftlichen Gesellschaft in Straßburg Band 19). Karl J. Trübner, Straßburg 1914.
- mit Wilhelm Spiegelberg: Ägyptische und griechische Inschriften und Graffiti aus den Steinbrüchen des Gebel-Silsile (Oberägypten). Karl J. Trübner, Straßburg 1915.
- Antikes Leben nach den ägyptischen Papyri. (=Aus Natur und Geisteswelt Band 565). B. G. Teubner, Leipzig 1916.
- Die Inschrift von Skaptoparene in ihrer Beziehung zur kaiserlichen Kanzlei in Rom (=Schriften der Wissenschaftlichen Gesellschaft in Straßburg Band 30). Karl J. Trübner, Straßburg 1917.
- Vom göttlichen Fluidum nach ägyptischer Anschauung (=Papyrusinstitut Heidelberg Band 1). Vereinigung wissenschaftlicher Verleger, Berlin, Leipzig 1920.
- Die Gotteskraft der frühchristlichen Zeit (=Papyrusinstitut Heidelberg Band 6). Vereinigung wissenschaftlicher Verleger, Berlin, Leipzig 1922.